# Kırıkkale (circonscription électorale)
La circonscription électorale de Kırıkkale correspond à la province du même nom et envoie 3 députés à la Grande assemblée nationale de Turquie.

## Composition
La circonscription de Kırıkkale est divisée en 9 districts (ilçe). Chaque district est composé d'un chef-lieu et de municipalités (communes et villages).

## Résultats électoraux

### Élections législatives de 2018
| Partis                   | Partis                                        | Voix    | %     | Sièges | +/-           | Élus         |
| ------------------------ | --------------------------------------------- | ------- | ----- | ------ | ------------- | ------------ |
|                          | Parti de la justice et du développement (AKP) | 76 851  | 43,69 | 1      | 2             | Ramazan Can  |
|                          | Parti d'action nationaliste (MHP)             | 42 627  | 24,23 | 1      | 1             | Halil Öztürk |
|                          | Parti républicain du peuple (CHP)             | 26 888  | 15,28 | 1      | 1             | Ahmet Önal   |
|                          | Le Bon Parti (İYİ)                            | 24 021  | 13,66 | 0      | Nv.           |              |
|                          | Parti démocratique des peuples (HDP)          | 2 796   | 1,59  | 0      | en stagnation |              |
|                          | Parti de la félicité (SP)                     | 2 117   | 1,20  | 0      | en stagnation |              |
|                          | Parti patriote (VATAN)                        | 314     | 0,18  | 0      | en stagnation |              |
|                          | Parti de la cause libre (HÜDA PAR)            | 299     | 0,17  | 0      | en stagnation |              |
|                          |                                               |         |       |        |               |              |
| Total                    | Total                                         | 175 913 | 100   | 3      | en stagnation | -            |
| Inscrits / participation | Inscrits / participation                      | 199 395 | 87,18 |        |               |              |

### Élections législatives de 2023
| Partis                   | Partis                                        | Voix    | %     | Sièges | +/-           | Élus           |
| ------------------------ | --------------------------------------------- | ------- | ----- | ------ | ------------- | -------------- |
|                          | Parti de la justice et du développement (AKP) | 65 135  | 35,63 | 1      | en stagnation | Mustafa Kaplan |
|                          | Parti républicain du peuple (CHP)             | 48 591  | 26,58 | 1      | en stagnation | Ahmet Önal     |
|                          | Parti d'action nationaliste (MHP)             | 38 774  | 21,21 | 1      | en stagnation | Halil Öztürk   |
|                          | Le Bon Parti (İYİ)                            | 18 449  | 10,09 | 0      | en stagnation |                |
|                          | Nouveau parti de la prospérité (YRP)          | 3 342   | 1,88  | 0      | Nv.           |                |
|                          | Parti de la victoire (ZP)                     | 2 794   | 1,53  | 0      | Nv.           |                |
|                          | Parti de la grande unité (BBP)                | 1 211   | 0,66  | 0      | en stagnation |                |
|                          | Parti de la gauche verte (YSP)                | 1 139   | 0,62  | 0      | en stagnation |                |
|                          | Parti de la patrie (M)                        | 879     | 0,48  | 0      | Nv.           |                |
|                          | Parti de la mère patrie (ANAP)                | 470     | 0,26  | 0      | en stagnation |                |
|                          | Parti de la justice (AP)                      | 461     | 0,25  | 0      | Nv.           |                |
|                          | Parti patriote (VATAN)                        | 190     | 0,10  | 0      | en stagnation |                |
|                          | Parti jeune (GP)                              | 178     | 0,10  | 0      | en stagnation |                |
|                          | Parti des travailleurs de Turquie (TIP)       | 176     | 0,10  | 0      | en stagnation |                |
|                          | Parti de la nation (MP)                       | 110     | 0,06  | 0      | en stagnation |                |
|                          | Parti de la route nationale (MYP)             | 105     | 0,06  | 0      | Nv.           |                |
|                          | Parti de libération du peuple (HKP)           | 104     | 0,06  | 0      | en stagnation |                |
|                          | Parti des droits et libertés (HAK)            | 88      | 0,05  | 0      | en stagnation |                |
|                          | Parti communiste de Turquie (TKP)             | 79      | 0,04  | 0      | en stagnation |                |
|                          | Parti de gauche (SOL)                         | 51      | 0,03  | 0      | en stagnation |                |
|                          | Mouvement communiste (TKH)                    | 44      | 0,02  | 0      | Nv.           |                |
|                          | Parti de l'innovation (YP)                    | 34      | 0,02  | 0      | Nv.           |                |
|                          | Parti de la justice et de l'unité (AB)        | 8       | 0,00  | 0      | Nv.           |                |
|                          | Parti de l'union du pouvoir (GBP)             | 3       | 0,00  | 0      | Nv.           |                |
|                          | Indépendants (Ind.)                           | 375     | 0,21  | 0      | en stagnation |                |
|                          |                                               |         |       |        |               |                |
| Total                    | Total                                         | 182 790 | 100   | 3      | en stagnation | -              |
| Inscrits / participation | Inscrits / participation                      | 203 290 | 89,03 |        |               |                |